# 연세대학교 도서관
연세대학교 학술문화처 도서관(延世大學校 圖書館, Yonsei University Library)은 1917년 연세대학교의 교직원 및 학생들의 학문 연구 및 학습 지원 목적으로 설립된 학술 정보 기관이다.
학교 내 중앙도서관으로 출발하였으며 1979년부터 현재의 중앙도서관 건물에 입주, 1990년 국내 최초로 도서관 전산화 토털 시스템의 가동을 시작으로 1999년 웹 기반 학술정보 시스템을 개발하였고, 2001년에는 통합형 디지털 도서관 시스템을 개발하였다. 2008년에는 연세삼성학술정보관의 준공을 계기로 조직을 개편하여 명칭을 학술정보원으로 개명하였다.
2022년 3월 학술정보 및 문화예술 관련 부서 간 시너지를 발휘할 수 있도록 유관 부서(도서관, 박물관, 기록관, 출판문화원)를 학술문화처 산하로 통합하여 라키비움을 구성하였다. 같은 해 9월 박물관 산하 조직이었던 기록관리팀을 기록관리 업무의 중요성 증대에 따라 별도 직제로 구축하였다. 학술문화처로 개편됨에 따라 학술정보원 산하 정보통신서비스 부문은 정보통신처로 분리되었다. 또한 스마트 예약도서 대출기를 도입하여 24시간 무인서비스를 제공함으로써 예약도서대출에 대한 편의성을 제고하였다.
현재 180만여 책의 장서와 16,000여종의 연속간행물, 53,000여종의 전자저널 및 200여종의 학술 데이터베이스를 보유하고 있으며 중앙도서관과 연세삼성학술정보관을 포함한 전체 규모는 약 53,000m2에 달한다.

## 중앙도서관
'연세 백년을 향한 마스터 플랜'에 따라 1977년 5월에 착공하여 1979년 3월 30일에 준공되었다. 준공 당시에는 연면적이 5,210평이었으나 1992년 증축되어 연면적은 5,856평으로 늘어났다. 지상 5층, 지하 1층, 옥탑층으로 구성되어 있다. 특별히 미국 AID자금 1백만불을 무상원조받아 도서관내 컴퓨터시설비, 냉난방 기계설치비 일부 및 도서관내의 모든 비품을 마련하였다.
- 층별 구성
  - 6층 : 1열람실, 2열람실, 노트북 열람실, 세미나실, 늘라온(휴게실), 여학생휴게실, 책갈피(동아리), 가온뜰(휴게공간)
  - 5층 : 대학원열람실, 국학자료실, 귀중본서고
  - 4층 : 과학기술자료실, 특수자료실
  - 3층 : 사회역사자료실
  - 2층 : 인문자료실
  - 1층 : 24시열람실, 무인도서반납기, 전자결제시스템, 스마트예약도서대출기
  - 지하 1층 : 솟을샘(매점), 소담샘(PC이용), 책갈피(도서관학생자치회), 사물함보관소

## 연세삼성학술정보관
중앙도서관 건물의 노후화와 공간의 협소로 새로운 도서관 건물의 필요성이 증대되었고, 이에 따라 삼성그룹과 학교 동문들의 지원을 포함하여 중앙도서관 뒷편 기존의 장기원기념관 건물이 있던 자리에 2005년 5월 착공하여 2008년 5월 13일 정식 개관하였다. 지하 3층, 지상 6층으로 구성되어 있고, 연면적은 33,428 평방미터(10,112평)에 달한다. 건물의 모양새는 중앙도서관과의 조화를 고려하였고, 컨셉은 유비쿼터스 도서관으로 최첨단 IT인프라 시설을 완비하여 각종 전자정보에 편리하게 접근할 수 있다. 미래지향적인 도서관 설계를 통해 이용자들의 동선을 고려한 연구 및 학습 환경이 조성되어 있다.
Information Commons, Media Commons, Research Commons, 일반/자료열람실, 학술정보교육실, 그룹스터디룸, 전시실, 국제회의가 가능한 세미나실 등을 구비하고 있다.
- 층별 구성
  - 8층 : 옥상 정원, 카페
  - 7층 : 장기원국제회의실, 법학연구원, 미래융합연구원, 바른ICT연구소
  - 6층 : 법학도서관, 세미나룸, 주제전문사서실, 장기원기념실
  - 5층 : Research Commons, 세미나룸, 교수열람실, 복사실, 도담샘(수유실)
  - 4층 : 대열람실(일반열람실1, 일반열람실2, 노트북열람실)
  - 3층 : Media Commons, 멀티미디어교육실, 멀티미디어자료실, 멀티미디어코너, 미디어감상실, 프리젠테이션룸, 미디어제작실
  - 2층 : Information Commons(노트북, 컴퓨터 이용), 학술정보교육실
  - 1층 : Y-Valley, 이용자통합서비스센터, 전시실, 보존서고